# Valderoure
Valderoure – miejscowość i gmina we Francji, w regionie Prowansja-Alpy-Lazurowe Wybrzeże, w departamencie Alpy Nadmorskie.
Według danych na rok 1990 gminę zamieszkiwało 178 osób, a gęstość zaludnienia wynosiła 7 osób/km² (wśród 963 gmin regionu Prowansja-Alpy-W. Lazurowe Valderoure plasuje się na 630. miejscu pod względem liczby ludności, natomiast pod względem powierzchni na miejscu 401.).